# Church Langley
Church Langley is een wijk in Harlow, in het Engelse graafschap Essex. In 2001 telde de wijk 7661 inwoners.